# El cadáver de Anna Fritz
El cadáver de Anna Fritz es una película española de 2015 dirigida por el cineasta español Hèctor Hernández Vicens y escrita por Isaac P. Creus y Hèctor Hernández Vicens. 
El rodaje de la película transcurrió en el año 2013 en Hospitalet de Llobregat, Barcelona, y la posproducción se llevó a cabo a lo largo del año 2014. Se estrenó en el festival de cine South by Southwest en Austin, Texas en marzo del 2015.

## Argumento
Anna Fritz es una bellísima modelo y famosísima actriz de cine de España. Una tarde encuentran su cadáver en un hotel. La noticia de su muerte da la vuelta al planeta.
Pau trabaja como camillero en un hospital, un trabajo que le da la oportunidad de observar los cuerpos de mujeres jóvenes que son llevados a la morgue. Pau se queda atónito cuando ve el cadáver de Anna Fritz, y al no poder resistirse a su belleza le toma una foto y se la envía a Iván, uno de dos sus amigos, quien viene con su amigo Javi. Éstos van al hospital a buscar a Pau para llevarlo a una fiesta. Pero Iván quiere ver el cuerpo desnudo de Anna Fritz y, al verlo, comienza a reflexionar si es posible tener sexo con un cadáver, a lo que Pau sugiere usar saliva para lubricarlo y le confiesa a ambos que violó el cadáver de una chica de entre 17 y 18 años.
Pau los lleva hasta el cadáver y destapa a Anna Fritz. Los tres miran el cuerpo de la actriz como un trozo de carne. Creyendo que está muerta, Iván la viola, realizando una práctica conocida como necrofilia. Luego, mientras el cuerpo de la bella Anna es violado por Pau, Anna abre los ojos, aunque no puede moverse ni pronunciar palabra. Las cosas se complican para los tres amigos, ya que Javi, el único que no llegó a violar a Anna, quiere ayudarla, mientras que Iván quiere asesinarla, aprovechando que la presunta muerte de la joven es de público conocimiento, para así mantener estos abusos sexuales en secreto.

## Reparto
- Alba Ribas: Anna Fritz
- Cristian Valencia: Iván
- Bernat Saumell: Javi
- Albert Carbó: Pau